# 98 Degrees
98 Degrees var ett amerikanskt pojkband med hits som Give Me Just One Night (Une Noche) och My Everything. Den först singeln och hit var Invisible Man.
Sjöng tillsammans med Stevie Wonder låten True To Your Heart, som var ledmotiv till Disneyfilmen Mulan 1998.
Sångaren Nick Lachey gör nu solokarriär.